# Juego cero
En la teoría de juegos combinatorios, el juego cero es el juego en el que ningún jugador tiene opciones legales. Por lo tanto, según la convención de juego normal , el primer jugador pierde automáticamente y es una victoria del segundo jugador. El juego cero tiene un valor Sprague-Grundy de cero. La notación combinatoria del juego cero es: { | }.
Un juego cero debe contrastarse con el juego estrella {0 | 0}, que es una victoria para el primer jugador, ya que cualquiera de los jugadores debe (si es el primero en moverse en el juego) pasar a un juego cero y, por lo tanto, ganar.

## Ejemplos
Los ejemplos simples de juegos cero incluyen Nim sin pilas o un diagrama de Hackenbush sin nada dibujado en él.

## Valor de Sprague-Grundy
El teorema de Sprague-Grundy se aplica a juegos imparciales (en los que cada movimiento puede ser jugado por cualquier jugador) y afirma que cada juego tiene un valor Sprague-Grundy equivalente, un "nimber", que indica el número de piezas en una posición equivalente en el juego de Nim. Todas las partidas ganadoras del segundo jugador tienen un valor de Sprague-Grundy de cero, aunque puede que no sea un juego cero.
Por ejemplo, un juego de Nim normal con dos montones idénticos (de cualquier tamaño) no es juego cero, pero tiene valor 0, ya que es una situación ganadora para el segundo jugador, independientemente de lo que juegue el primer jugador. No es un juego confuso porque el primer jugador no tiene opción de ganar.